# Sexto Furio
Sexto Furio  fue un político romano del siglo V a. C. perteneciente a la gens Furia.

## Familia
Se desconoce a qué rama patricia de la gens Furia perteneció, puesto que no se ha conservado su cognomen.

## Carrera pública
Obtuvo el consulado en el año 488 a. C., durante el que la ciudad de Roma fue sitiada por las tropas volscas de Coriolano.